# 陶涛
陶涛（1917年8月19日—2013年4月5日），原名萧如琴，中华人民共和国女性政府官员，祖籍广东潮阳和平人，生于上海，曾任石油化学工业部和化学工业部副部长。先后任第三、六届全国人大代表，第七届全国政协委员。

## 生平
1917年生于上海一个小资产阶级家庭，1936年中学毕业后考入上海大同大学化学系。1938年9月参加地下党外围组织“上海市学生界救亡协会”，积极组织同学进行抗日救亡活动。1940年2月参加中国共产党。1940年3月任大同大学地下党支部宣传委员。1940年7月大学毕业。1940年12月加入新四军，任职于新四军财政经济部生产建设科当科员。1941年4月1日，与新四军财政经济部一个机构两块牌子的江淮银行创立，调江淮银行任营业科科长。1941年4月4日，陶涛与财政经济部部长兼江淮银行行长朱毅结婚。江淮银行自办印钞厂印刷发行“江淮币”。1944年8月，去印钞厂帮助攻克在制造印钞所需的凹印铜版时的技术困难，通过电解铸铜版于1944年12月自制出第一批凹印铜版，并在1945年除夕之夜印制出了钞票。后在苏中行署二厅、华中局财委会财政部工作。
1945年12月后，任山东省政府财政厅会计科科长、1947年3月调到华东局财经委下属的大连建新公司工程部任资料室主任主要翻译国外化工技术资料，为领导决策和工厂组织生产提供参考。
1949年调任中南军政委员会工业部计划处副处长兼中南军政委员会工业部兵工局计划处处长。1952年到北京俄语专修学校留苏预备部学俄语。1954年3月，任苏联乌克兰鲁别什诺也染料厂和莫斯科染料厂染料工厂实习总工程师、实习生产副厂长。1955年12月后，任156项重点工程之一的吉林染料厂副厂长，主管生产技术工作。1956年6月化学工业部成立后，调任化工部有机化学工业局副局长，后改任生产司副司长，1958年任技术司副司长（主管副部长李苏）、一局副局长、二局副局长。燃化部化工生产组副组长、化工生产二组副组长。其间，1961年曾作为中国政府经济代表团团员，参加中苏经济科技协作项目的谈判；还去阿尔巴尼亚任中国化工专家组组长，负责援阿项目的谈判及选厂工作。在上海市化工局组建了上海市合成橡胶研究所（以后改名为有机氟材料研究所）、合成树脂研究所、塑料研究所、橡胶制品研究所等。1975年10月任新成立的石油化学工业部副部长、党组成员，主管化工新材料和医药工业。1978年恢复化学工业部，任副部长、党组成员，主管化工新材料工业和化工生产工作。1982年5月，退居二线，任化工部技术委员会主任。1983年开始，陶涛组织编写《当代中国的化学工业》一书，任主编，此书已于1986年出版。第31届和32届中国化工学会理事长。1993年12月离休。

去世前给组织留下遗嘱表示“丧事从简，不举行遗体告别等任何仪式，不写生平。家中不设灵堂，遗体火化后不保留骨灰”，并交2万元党费。